# Trianglen station
Trianglen station är en järnvägsstation i stadsdelen Østerbro i Köpenhamn som ligger på Cityringen (M3) i Köpenhamns metro. 
Stationen, som invigdes 29 september 2019, ligger 20 meter under marken vid torget Trianglen som har varit trafikknutpunkt sedan 1800-talet. Dess innerväggar är klädda med glas i två vita nyanser och dekorerade med rader av små speglar.